# Claus Fischer (Musiker)

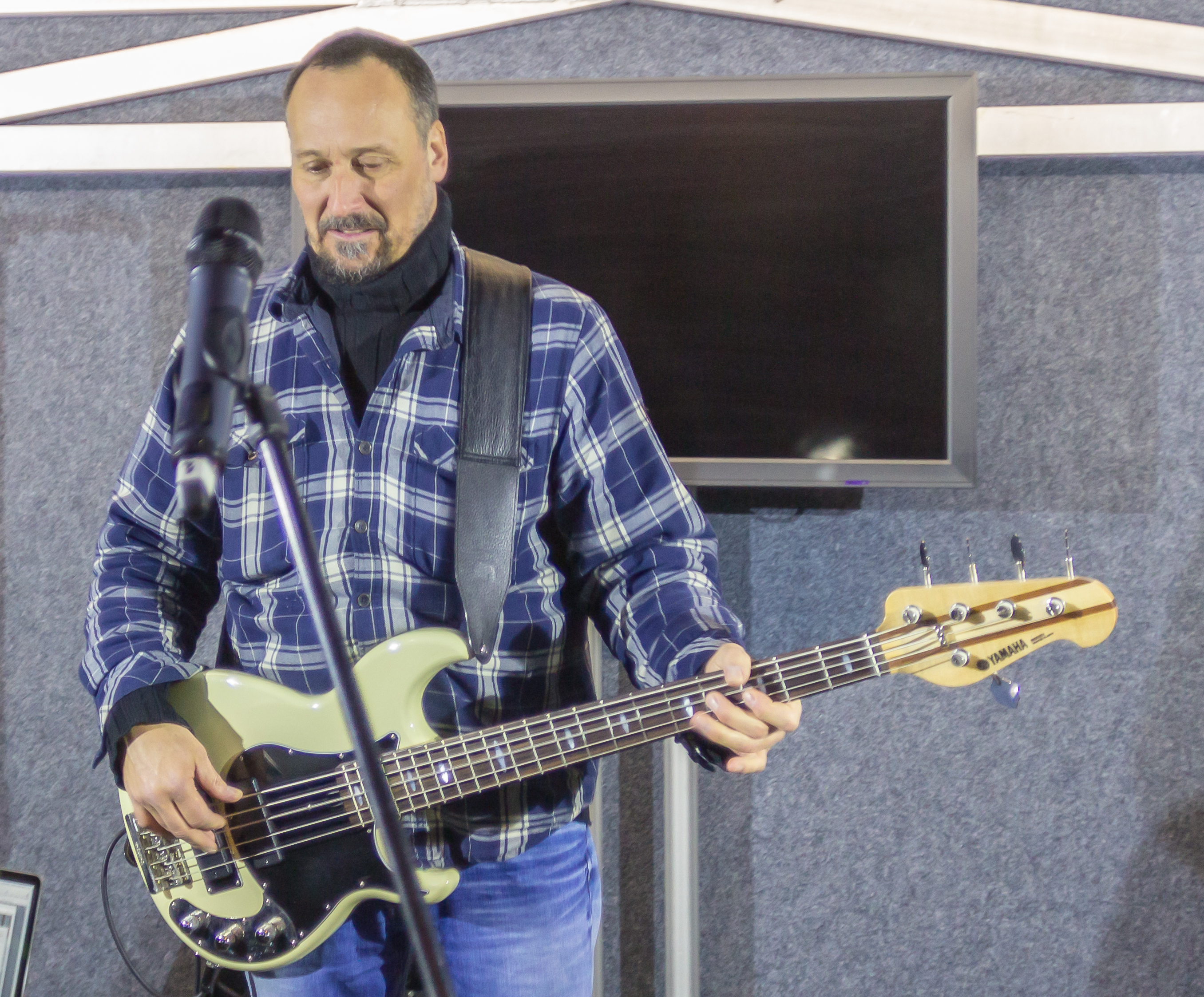
Claus Fischer spielt während einer Mahnwache von „Wir sind Charlie – Für Freiheit und Vielfalt“ am 14. Januar 2015 in Köln

Claus Fischer (* 11. April 1965 in Leverkusen) ist ein deutscher Jazz- und Pop-Musiker, der auch als Musikproduzent tätig ist. Neben E-Bass spielt er Gitarre und Schlagzeug.

## Leben und Wirken
Claus Fischer brachte sich als Autodidakt Gitarre, Bass und Schlagzeug bei. Seit 1988 legte er mit der „Franck Band“ (mit Hinrich Franck, Werner Neumann und Hardy Fischötter) sieben Alben vor. Anfang der 1990er Jahre bildete er mit Werner Neumann und Schlagzeuger Alex Vesper die Gruppe „Drei vom Rhein“ (seit 2002 mit Sänger Pit Hupperten), die mit deutschen Texten und einer Mischung aus Funk, Fusionjazz und Funkpunk sechs Alben einspielte und Tourneen durch Deutschland, Indonesien, die Türkei und Zentralasien absolvierte.
Als Livebassist wurde er vor allem durch seine Tätigkeit als MD, Bassist und Gitarrist der Band heavytones von TV total bekannt, in der er von 2001 bis 2004 und seit 2020 spielt. Im Mai 2004 wechselte er zur Show Anke Late Night, wo er Bandleader der „Electric Ladyband“ war. Als Studio- und Livemusiker arbeitete er u. a. mit Stefan Raab, Chaka Khan, Larry Carlton, Ivan Lins, Randy Brecker, Lee Ritenour, Lionel Richie, Christopher Cross, Don Grusin, Charlie Mariano, Dan McCafferty u. v. m. Insgesamt hat er an über 350 CDs und ca. 900 TV-Sendungen mitgewirkt.
Fischer war von Ende 2005 bis Mai 2015 mit Anke Engelke verheiratet und hat mit ihr zwei Kinder, außerdem einen Sohn aus seiner vorherigen Ehe.
Als Dozent war er seit 1990 an der Bass-Schule München beschäftigt, deren Kölner Zweig er von 1995 bis 2000 leitete. Als Produzent betreute er u. a. Gregor Meyle und Angelo Kelly. Gemeinsam mit Helge Rosenbaum verfasste er das Lehrbuch Masters of Drums, das anhand von sechzehn bekannten Rock- und Fusionschlagzeugern deren Spielweise mit Techniken, Licks und Stickings vorstellt.
Momentan ist er im Studio und live u. a. unterwegs mit Larry Carlton, Bill Evans, Butterscotch, Phunkguerilla, Hanno Busch, Jesse Milliner, Wolfgang Haffner und Simon Oslender.
Im November 2022 erscheint das Soloalbum Downland als erster Teil einer Trilogie auf „Leopard Records“.
Seit 2021 ist er Teil der Studioband in der Show Let the Music Play, einer Neuauflage von Hast Du Töne?.

## Schriften
- mit Helge Rosenbaum: Masters of Drums. AMA, Brühl 1995, ISBN 3-927190-36-5.